# Prawit Wongsuwan
Prawit Wongsuwan (thailandsk: ประวิตร วงษ์สุวรรณ), født den 11. august 1945 er en thailandsk forhenværende general og nuværende politiker, fungerende premierminister fra 24. august 2022 til 30. september 2022 og vice-premierminister siden 30. august 2014. Tidligere forsvarsminister fra 2008 til 2011 og fra 2014 til 2019. 
Prawit siges at være hjernen bag Thailands militærkup i 2014, hvor han blev næstformand for National Council for Peace and Order (NCPO) og tillige vice-premierminister i den efterfølgende militær-regering under ledelse af Prayut Chan-o-cha og senere delvis demokratisk valgte regering fra 2019.
Prawit genopstillede til parlamentsvalget den 14. maj 2023 som premierministerkandidat for Palang Pracharath Party. Prawit blev genvalgt på et listemandat og Palang Pracharat-partiet fik 40 pladser ud af forventede cirka 150. Den 31. august meddelte Prawit, at han stoppede som parlamentsmedlem og kun beholdt sin post som leder af Palang Pracharath-partiet.
Politisk kaldenavn/kælenavn er "Uncle Pom", på dansk, "Onkel Pom, der altid blomstrer". Navnet er en ordleg om ban mai roo roy (thai: ป้อมไม่รู้โรย, dansk: "fortet falder ikke", forstået som "altid blomstrende"), en type thailandsk blomst. Kaldenavnet, som ofte bruges af nyhedsmedierne, kan også have en ironisk drejning, "da Onkel Pom ikke har været ferskenagtig med hensyn til sundhed". Han er blevet fotograferet, hvor han tager sig en lille lur (kort søvn) på sin plads i parlamentet og får hjælp til, at rejse sig fra en stol.